# Leptosphaerulina mangrovei
Leptosphaerulina mangrovei är en lavart som beskrevs av Inderb. & E.B.G. Jones 2000. Leptosphaerulina mangrovei ingår i släktet Leptosphaerulina, ordningen Pleosporales, klassen Dothideomycetes, divisionen sporsäcksvampar och riket svampar.   Inga underarter finns listade i Catalogue of Life.